# Sal Minella
Sal Minella, meestal kortweg Sal genoemd, is een handpop die voornamelijk bekend is van de Amerikaanse televisieserie Muppets Tonight. Hij is een aap die slechts gekleed gaat in een geel vest met stropdas. Hij heeft een bruine vacht en zwarte kraalogen.
Sal fungeert als de persoonlijke lijfwacht van zanger Johnny Fiama. Overal waar Johnny gaat, kondigt Sal hem met veel bombarie aan. Iedereen die niet op tijd plaats maakt voor de zanger wordt door Sal op hardhandige wijze weggewerkt. Iets wat bijna altijd averechts werkt: zijn gedrag komt voornamelijk de aap zelf duur te staan.
Sal wordt gespeeld door Brian Henson.